# في أيام المذنب
في أيام المذنب (بالإنجليزية: In the Days of the Comet)‏ هي رواية خيال علمي صدرت عام 1906 بقلم الكاتب هربرت جورج ويلز حيث «يتكثف» البشر عندما يأتي مذنب ويتسبب بتغيير النيتروجين في الهواء ولصبح غازا قابلا للتنفس، ويقوم بعمل الاكسجين وإن كان مختلفا عنه، ما يجعل الهواء يقوي الأعصاب والدماغ ويشفيها وهو ما يجعل الأرض تتغير إلى الأبد، وتملؤها السعادة والجمال، ويعمها السلام والنوايا الحسنة.